# Élections législatives de 2012 dans la Mayenne
Les élections législatives françaises de 2012 se déroulent les 10 et 17 juin 2012. Dans le département de la Mayenne, trois députés sont à élire dans le cadre de trois circonscriptions, soit le même nombre d'élus malgré le redécoupage territorial.

## Élus
| Circonscription | Député sortant   | Parti | Parti | Député élu ou réélu   | Parti | Parti |
| --------------- | ---------------- | ----- | ----- | --------------------- | ----- | ----- |
| 1re             | Guillaume Garot  |       | PS    | Guillaume Garot       |       | PS    |
| 2e              | Marc Bernier     |       | UMP   | Guillaume Chevrollier |       | UMP   |
| 3e              | Yannick Favennec |       | UMP   | Yannick Favennec      |       | UMP   |

## Impact du redécoupage territorial
Le canton de Laval-Nord-Est passe de la 3e circonscription à la 1re ; ceux de Laval Nord-Ouest et Saint-Berthevin passe de la 1re à la 2e ; le canton de Loiron passant de la 2e à la 3e.

## Positionnement des partis
- Le Front de gauche a désigné ses candidats le 29 octobre 2011[1]. Il est présent sur les trois circonscriptions mayennaises. Parmi ses 3 candidats, le PCF est représenté sur les deux premières circonscriptions, la troisième revenant à un candidat PG.
- L'alliance entre le PS et EELV est effective dans le département[2]. EELV soutient dès le premier tour le député PS de la 1re circonscription, en contrepartie, le PS soutient un candidat EELV sur la troisième circonscription de la Mayenne. Seule la deuxième circonscription de la Mayenne n'est pas concernée par cet accord, les deux formations politiques ont donc chacune leur propre candidat sur cette circonscription.

## Résultats

### Résultats à l'échelle du département
| Parti          | Parti                              | Premier tour | Premier tour | Second tour | Second tour | Sièges |
| Parti          | Parti                              | Voix         | %            | Voix        | %           | Sièges |
| -------------- | ---------------------------------- | ------------ | ------------ | ----------- | ----------- | ------ |
|                | Union pour un mouvement populaire  | 41 800       | 32,50        | 38 639      | 46,76       | 2      |
|                | Divers droite dont DLR, PCD        | 12 016       | 9,23         |             |             | 0      |
|                | Alliance centriste                 | 9 371        | 7,2          | 0           |             |        |
|                | Nouveau centre                     | 237          | 0,18         | 0           |             |        |
|                | Droite parlementaire               | 63 424       | 48,73        | 38 639      | 46,76       | 2      |
|                |                                    |              |              |             |             |        |
|                | Parti socialiste                   | 33 770       | 25,95        | 43 998      | 53,24       | 1      |
|                | Europe Écologie Les Verts          | 13 919       | 10,69        |             |             | 0      |
|                | Majorité présidentielle            | 47 689       | 36,64        | 43 998      | 53,24       | 1      |
|                |                                    |              |              |             |             |        |
|                | Front national                     | 10 672       | 8,2          |             |             | 0      |
|                | Front de gauche                    | 4 192        | 3,22         | 0           |             |        |
|                | Extrême gauche dont LO, NPA et POI | 1 625        | 1,25         | 0           |             |        |
|                | Mouvement démocrate                | 1 478        | 1,14         | 0           |             |        |
|                | Divers écologiste dont MÉI et AÉI  | 1 069        | 0,82         | 0           |             |        |
|                |                                    |              |              |             |             |        |
| Inscrits       | Inscrits                           | 221 737      | 100,00       | 149 383     | 100,00      | 3      |
| Abstentions    | Abstentions                        | 88 792       | 40,04        | 63 934      | 42,8        |        |
| Votants        | Votants                            | 132 945      | 59,96        | 85 449      | 57,2        |        |
| Blancs et nuls | Blancs et nuls                     | 2 796        | 2,1          | 2 812       | 3,29        |        |
| Exprimés       | Exprimés                           | 130 149      | 97,9         | 82 637      | 96,71       |        |

### Résultats par circonscription

#### Première circonscription (Laval)
| Candidat       | Candidat                      | Parti                    | Premier tour | Premier tour | Second tour | Second tour |  |
| Candidat       | Candidat                      | Parti                    | Voix         | %            | Voix        | %           |  |
| -------------- | ----------------------------- | ------------------------ | ------------ | ------------ | ----------- | ----------- |  |
|                | Guillaume Garot sortant réélu | PS (EÉLV)                | 20 109       | 47,15        | 23 552      | 58,47       |  |
|                | Samia Soultani-Vigneron       | UMP                      | 9 402        | 22,05        | 16 729      | 41,53       |  |
|                | Yves Cortès                   | diss. UMP (DLR)          | 3 660        | 8,58         |             |             |  |
|                | Marie-Alix Le Comte           | RBM (FN)                 | 3 641        | 8,54         |             |             |  |
|                | Isabelle Dutertre             | AC                       | 2 601        | 6,10         |             |             |  |
|                | Aurélien Guillot              | FG (PCF) (Divers gauche) | 1 338        | 3,14         |             |             |  |
|                | Isabelle Kozlowski            | MÉI                      | 699          | 1,64         |             |             |  |
|                | Bernadette Bresard            | AÉI                      | 370          | 0,87         |             |             |  |
|                | Christine de Saint Genois     | NC (AL)                  | 237          | 0,56         |             |             |  |
|                | Émile Seigneur                | POI                      | 214          | 0,50         |             |             |  |
|                | Sophie Delord                 | NPA                      | 194          | 0,45         |             |             |  |
|                | Bernard Fauverte              | LO                       | 184          | 0,43         |             |             |  |
|                |                               |                          |              |              |             |             |  |
| Inscrits       | Inscrits                      | Inscrits                 | 72 668       | 100,00       | 72 662      | 100,00      |  |
| Abstentions    | Abstentions                   | Abstentions              | 29 045       | 39,97        | 31 041      | 42,72       |  |
| Votants        | Votants                       | Votants                  | 43 623       | 60,03        | 41 621      | 57,28       |  |
| Blancs et nuls | Blancs et nuls                | Blancs et nuls           | 974          | 2,23         | 1 340       | 3,22        |  |
| Exprimés       | Exprimés                      | Exprimés                 | 42 649       | 97,77        | 40 281      | 96,78       |  |

#### Deuxième circonscription (Château-Gontier)
| Candidat       | Candidat                  | Parti                             | Premier tour | Premier tour | Second tour | Second tour |  |
| Candidat       | Candidat                  | Parti                             | Voix         | %            | Voix        | %           |  |
| -------------- | ------------------------- | --------------------------------- | ------------ | ------------ | ----------- | ----------- |  |
|                | Marie-Noëlle Tribondeau   | Divers gauche (PS, PRG, MRC, MUP) | 13 661       | 30,64        | 20 446      | 48,27       |  |
|                | Guillaume Chevrollier élu | UMP                               | 9 246        | 20,74        | 21 910      | 51,73       |  |
|                | Philippe Henry            | Divers droite                     | 7 686        | 17,24        |             |             |  |
|                | Élisabeth Doineau         | AC                                | 6 770        | 15,19        |             |             |  |
|                | Jocelyne Mallez           | RBM (FN)                          | 3 637        | 8,16         |             |             |  |
|                | Claude Gourvil            | EÉLV                              | 1 766        | 3,96         |             |             |  |
|                | Julie Cochin              | FG (PCF) (PG)                     | 1 046        | 2,35         |             |             |  |
|                | Mégane Manfroi            | DLR                               | 320          | 0,72         |             |             |  |
|                | Martine Amelin            | LO                                | 299          | 0,67         |             |             |  |
|                | Joachim Carlier           | NPA                               | 148          | 0,33         |             |             |  |
|                |                           |                                   |              |              |             |             |  |
| Inscrits       | Inscrits                  | Inscrits                          | 76 725       | 100,00       | 76 721      | 100,00      |  |
| Abstentions    | Abstentions               | Abstentions                       | 31 268       | 40,75        | 32 893      | 42,87       |  |
| Votants        | Votants                   | Votants                           | 45 457       | 59,25        | 43 828      | 57,13       |  |
| Blancs et nuls | Blancs et nuls            | Blancs et nuls                    | 878          | 1,93         | 1 472       | 3,36        |  |
| Exprimés       | Exprimés                  | Exprimés                          | 44 579       | 98,07        | 42 356      | 96,64       |  |

#### Troisième circonscription (Mayenne)
|                | Yannick Favennec sortant réélu | UMP                     | 23 152 | 53,94  |  |  |  |
|                | Christian Quinton              | EÉLV (PS)               | 12 153 | 28,31  |  |  |  |
|                | Bruno de la Morinière          | RBM (FN)                | 3 394  | 7,91   |  |  |  |
|                | Hervé Éon                      | FG (PG) (Divers gauche) | 1 808  | 4,21   |  |  |  |
|                | Alexandra Leuliette            | CpF (MoDem)             | 1 478  | 3,44   |  |  |  |
|                | Esther Lubiato                 | DLR                     | 350    | 0,82   |  |  |  |
|                | Anne Réminiac                  | NPA (GA, ALT)           | 345    | 0,80   |  |  |  |
|                | Marie-Paule Catheline          | LO                      | 241    | 0,56   |  |  |  |
|                |                                |                         |        |        |  |  |  |
| Inscrits       | Inscrits                       | Inscrits                | 72 344 | 100,00 |  |  |  |
| Abstentions    | Abstentions                    | Abstentions             | 28 479 | 39,37  |  |  |  |
| Votants        | Votants                        | Votants                 | 43 865 | 60,63  |  |  |  |
| Blancs et nuls | Blancs et nuls                 | Blancs et nuls          | 944    | 2,15   |  |  |  |
| Exprimés       | Exprimés                       | Exprimés                | 42 921 | 97,85  |  |  |  |